# Broadcast Driver Architecture
Broadcast Driver Architecture (BDA) è lo standard Microsoft per la cattura di video in digitale sui sistemi Microsoft Windows. Esso comprende gli standard ATSC e Digital Video Broadcasting (DVB) e fornisce agli sviluppatori un metodo standardizzato per l'accesso ai tuner TV (generalmente PCI, PCI-Express o USB). Rappresenta la componente driver delle Tecnologie TV Microsoft e viene usato dai produttori di hardware per creare sintonizzatori digitali per Windows e altresì per il supporto a nuovi tipi di reti o caratteristiche hardware personalizzate. La documentazione per BDA è fornita assieme al Windows Driver Development Kit (Windows DDK) e al Platform SDK. In linea di principio, qualsiasi software compatibile con BDA dovrebbe essere compatibile anche con qualunque dispositivo compatibile con BDA.
Esempi di applicazioni che utilizzano i driver BDA includono Web TV for Windows (integrato in Windows 98 e Windows Me), Windows XP Media Center Edition, MediaPortal, GB-PVR, DVBViewer, ULENet e molti altri software di terze parti.
L'architettura BDA è stata introdotta con Windows 98 come parte del Windows Driver Model.